# Milton titka
A Milton titka (eredeti cím: Milton's Secret) 2016-os kanadai családi filmdráma, amelyet Barnet Bain rendezett Eckhart Tolle író azonos című, 2008-ban megjelent regénye alapján. A főbb szerepekben Donald Sutherland, Michelle Rodriguez, Mia Kirshner, David Sutcliffe és William Ainscough látható.
Az Amerikai Egyesült Államokban 2016. szeptember 30-án mutatták be a mozikban.

## Szereplők
| Szerep                   | Színész            | Magyar hang     |
| ------------------------ | ------------------ | --------------- |
| Howard nagypapa          | Donald Sutherland  | Barbinek Péter  |
| Ms. Ferguson             | Michelle Rodriguez | Pánics Lilla    |
| Jane Adams, Milton anyja | Mia Kirshner       | Németh Kriszta  |
| Bill Adams, Milton apja  | David Sutcliffe    | Szabó Máté      |
| Milton Adams             | William Ainscough  | Pál Dániel Máté |
| Anna                     | Ella Ballentine    | Pál Zsófia      |
| Carter Crane             | Percy Hynes White  | Tóth Márk       |

## A film készítése
Donald Sutherland 2015. július 23-án csatlakozott a stábhoz. 2015. október 8-án Michelle Rodriguez is csatlakozott a szereplőgárdához, mondván, hogy a Halálos iramban 7. megjelenése után egy kanadai filmdrámában fog szerepelni. Sutherlandnek közel egy évtized óta ez az első filmfőszerepe. Howard nagyapa szerepét eredetileg Peter Fonda játszotta volna.
A forgatási helyszínek között szerepelt Vancouver, Brit Columbia, Hamilton, Brampton és Ontario.

## Bemutató
A Momentum Pictures jelentette meg a filmet. Ez Donald második projektje a Momentummal, az első a fiával, Kiefer Sutherlanddel együtt készült Hatlövetű kegyelem című drámawestern volt. A film első előzetesét és plakátját 2016. augusztus 8-án jelentették be, a következő szlogennel: "Légy itt. Most."
Világpremierje 2016. szeptember 30-án volt a Vancouveri Nemzetközi Filmfesztiválon.

## Fordítás
- Ez a szócikk részben vagy egészben  a   Milton's Secret című angol Wikipédia-szócikk fordításán alapul.  Az eredeti cikk szerkesztőit annak laptörténete sorolja fel. Ez a jelzés csupán a megfogalmazás eredetét és a szerzői jogokat jelzi, nem szolgál a cikkben szereplő információk forrásmegjelöléseként.